# サフィヤ
サフィヤ（サフィヤ・クインリー、Safiya Quinley、1994年10月15日 - ）は、日本で活動しているアメリカ人タレント、女優。現在はフリー・ウエイブに所属。

## 人物
アメリカ合衆国カリフォルニア州サンフランシスコ市生まれ、4歳からサンディエゴに移り住んだ。小学6年生から日本語の勉強を始め、2011年に宮崎県に半年間留学。
ロサンゼルス市にある南カリフォルニア大学で演技を勉強し、2017年に卒業。
2016年に演技をもっと深く学ぶため、イギリスのロンドン市にあるBritish American Drama Academyへ半年間留学。
大学を卒業してから、ロサンゼルス市でプロの女優として活躍したのち、2019年に来日。
2021年からNHKEテレの「大西泰斗の英会話☆定番レシピ」にスタジオキャストとして出演してから現在は様々なNHK番組に出演しております。。

## 出演

### テレビ番組
- 連続テレビ小説 おむすび 第39回（NHK）、2021年11月21日 - モニカ 役[6][7]
- Science View (NHK WORLD) - 2024年 - 現在　レポーター[8]
- 英会話フィーリングリッシュ, 2023年4月 - 2025年[9]
- えいごであそぼ Meets the World（NHK Eテレ）、2023年4月 - レギュラー[10]
- 大西泰斗の英会話☆定番レシピ（NHK Eテレ）、2021年9月 -　2023年 レギュラー

### 特番
- きゃりーぱみゅぱみゅのホリデーシーズン 世界のみんなと英語であそんじゃおう （NHK Eテレ）、2022年12月25日 - サフィー 役[11]

### ラジオ
- 英語コミュニケーションIII (NHK高校講座), 2024年4月 - 2025年3月  ネィティブパートナー[12]

### 映画
- フロントライン (2025年6月13日、ワーナー・ブラザース映画) 船医役[13]